# Kazimierz Moczkowski
Kazimierz Moczkowski (ur. 27 sierpnia 1918 w Modlicy, zm. 6 lutego 1997) – polski rzeźbiarz.
Pochodził z rodziny chłopskiej – był synem chłopa małorolnego z Modlicy – Ludwika Moczkowskiego i Józefy z domu Goss. W młodości uczył się w szkole w Rzgowie, a następnie pracował jako formierz w odlewni Józefa Johna w Łodzi, a po II wojnie światowej w Zakładach Mechanicznych im. Józefa Strzelczyka w Łodzi. W 1951 ukończył naukę w Państwowej Wyższej Szkole Sztuk Plastycznych w Łodzi.
Mieszkał w Domu Literatów w Łodzi. Zmarł w 1997. Został pochowany na cmentarzu komunalnym przy ul. Szczecińskiej w Łodzi (kwatera: XVIII, rząd: 18, grób: 3).

## Rzeźby
- Tablica upamiętniająca akcję oddziału Gwardii Ludowej „Promieniści” na niemiecki skład broni (1957) przy ul. Piotrkowskiej 83 w Łodzi[5]
- Pomnik tzw. „Moniki Łódzkiej” na skwerze im. Henryka Dubaniewicza w Łodzi[6]
- Popiersie Władysława Stanisława Reymonta w Małkowie (1976)[7][8][9], skradziona w 2012[10],
- Rzeźba „Tancerze” przy rondzie Sybiraków w Łodzi[11][12], upamiętniająca Łódzkie Spotkania Baletowe (1976)[13], do 1984 zlokalizowana w parku S. Staszica[12].
- Płyta poświęcona powstańcom 1863 roku, poległych pod Dobrą i Dobieszkowem w Kościele parafialnym pw. św. Jana Chrzciciela i św. Doroty w Dobrej[14].
- Rzeźba „Racjonalizator”, wystawiana w Muzeum Narodowym w Warszawie (1950) i nagrodzona nagrodą ZMP.
- Popiersie przodownika pracy – Dorucha, wystawiane w 1951 w parku im. H. Sienkiewicza w Łodzi[3].